# Kurt Tecklenburg
Kurt Tecklenburg (* 2. März 1875 in Weißenfels; † 27. März 1970 in Wiesbaden) war von 1933 bis 1935 Präsident der Reichsbahndirektion Osten und von 1935 bis 1942 der Reichsbahndirektion Mainz.

## Lebenslauf

### Ausbildung
Kurt Tecklenburg war der Sohn des Generalmajors Adolf Tecklenburg. Er besuchte das Joachimsthalsche Gymnasium in Berlin bis zum Abitur 1893. Anschließend studierte er an den Technischen Hochschulen in Berlin, München und Stuttgart. 1897 bestand er die erste Prüfung als Bauingenieur für das Eisenbahnbaufach und begann zum 15. November 1898 eine Ausbildung als Regierungsbauführer bei der Eisenbahn-Betriebsinspektion Worms, die damals zur Königlich Preußischen und Großherzoglich Hessischen Eisenbahndirektion in Mainz gehörte, der Vorgänger-Behörde der Reichsbahndirektion Mainz. Nach drei Semestern an der Universität Straßburg und einer Fortbildung in Volkswirtschaft bestand er 1903 die zweite Prüfung für das Eisenbahnbaufach und wurde im Januar 1903 zum Regierungsbaumeister ernannt.

### Eisenbahner-Karriere
1903 war er zunächst einige Monate beim Eisenbahn-Betriebsamt in Mainz beschäftigt. Dann folgten berufliche Stationen in den Eisenbahndirektionen Berlin und ab 1907 Halle. Von dort aus wurde er mit dem Neubau der Hauptwerkstätte in Delitzsch, dem späteren Ausbesserungswerk Delitzsch, betraut. Ab Ende 1908 war er in der Eisenbahndirektion Frankfurt am Main tätig und von 1911–1915 als Leiter des dortigen Betriebsamtes I.
1911 promovierte er an der Großherzoglich Technischen Hochschule zu Darmstadt zum Dr.-Ing.
Am Ersten Weltkrieg nahm er von 1915 bis 1917 bei der Verwaltung der Feldeisenbahnen teil. Zum 1. April 1917 wurde er zum Regierungs- und Baurat ernannt. und war Mitglied der Eisenbahndirektion Kassel. 1920 wechselte er als Referent in das Reichsverkehrsministerium, wurde zum 1. April 1920 zum Oberrat ernannt und bei der Gründung der Deutschen Reichsbahn im selben Jahr Mitglied von deren Hauptverwaltung. Bereits zum 1. September 1921 wurde er Direktor. 1925 hatte er in der Hauptverwaltung der Reichsbahn, in der Betriebs- und Bauabteilung, das Referat 22 unter dem Direktor Max Kumbier inne.
Zum 1. Juni 1933 übernahm er als Präsident die Reichsbahndirektion Osten in Frankfurt (Oder). Von hier wechselte er zum 1. Oktober 1935 in gleicher Funktion zur Reichsbahndirektion Mainz. Aufgrund des Außerkrafttretens der Vorschriften des DBG über den Eintritt in den Ruhestand verblieb Kurt Tecklenburg über die Vollendung des 65. Lebensjahres hinaus Präsident des Reichsbahndirektion Mainz, ein Amt, das er bis zu seiner Pensionierung 1942 innehatte. Wichtige Ereignisse in der Geschichte der Direktion während seiner Amtszeit waren die 1937 vollzogene Übernahme des größten Teils der Reichsbahndirektion Ludwigshafen in die Mainzer Direktion und 1938 die Einweihung des Erweiterungsgebäudes der Direktion (heute: Kreyßig-Flügel des Stadthauses in Mainz).

Aufruf zur Reichstagswahl 1936 durch den Präsidenten der Reichsbahn, Julius Dorpmüller, und den Präsidenten der Reichsbahndirektion Mainz, Kurt Tecklenburg

1937 trat Tecklenburg der NSDAP bei. In seiner beruflichen Position wurde in dieser Zeit aber bereits vorher als selbstverständlich gesehen, sich aktiv zum Nationalsozialismus zu bekennen. Die Sonderausgabe des Amtsblatts der Reichsbahndirektion Mainz vom 2. April 1936 enthält einen „Aufruf zur Reichstagswahl am 10. April 1936“ von Adolf Hitler und ein flammendes Bekenntnis des Mainzer Direktionspräsidenten dazu, was von jetzt an uns allen mehr denn je heilig sein wird: Ein Volk, ein Reich, ein Führer! Der Präsident der Reichsbahndirektion Mainz / Dr. Tecklenburg und zum Jahresende 1939 war er „in stolzer Zuversicht gewiß“, dass Deutschland im Krieg den Sieg erringen wird.
Zum 20. Juni 1942 trat Tecklenburg altersbedingt in den Ruhestand und schied als Präsident der Reichsbahndirektion Mainz aus.

### Mitgliedschaften
Kurt Tecklenburg war seit 1928 ordentliches Mitglied der Preußischen Akademie des Bauwesens, seit 1933 ihr außerordentliches Mitglied.

## Veröffentlichungen
- Der Betriebskoeffizient der Eisenbahnen und seine Abhängigkeit von der Wirtschaftskonjunktur. Diss. Heidelberg. Springer, Berlin und Heidelberg 1911. (In gekürzter Fassung auch in: Archiv für Eisenbahnwesen 1911, Heft 5.)
- Die Selbstkosten des Eisenbahnbetriebs als Faktor der Tarifbildung. In: Die Reichsbahn 1 (1925), S. 343.
- Die Betriebskostenermittlung der Deutschen Reichsbahn in ihrer neuen Form. In: Die Reichsbahn 2 (1926), S. 730.
- Betriebskostenrechnung für den Fernverkehr 1927.[27]
- Betriebskostenrechnung als Hilfsmittel. 1928.[27]
- Die Betriebskostenrechnung der Reichsbahn, ihre Methode und Auswertung. In: Die Reichsbahn 5 (1929), S. 959.
- Betriebskostenrechnung und Selbstkostenermittlung bei der Deutschen Reichsbahn. Verkehrswissenschaftliche Lehrmittelgesellschaft bei der Deutschen Reichsbahn, Berlin 1930.
- Die Betriebskostenrechnung der Reichsbahn und ihre Auswertung für den Finanzdienst. In: Die Reichsbahn 9 (1933), S. 507.